# Trinquet El Zurdo
El Trinquet El Zurdo de Gandia fou el trinquet de capçalera de la capital de la Safor (País Valencià), a més de ser conegut com La Catedral del raspall per ser durant més de 50 anys centre neuràlgic dels aficionats al raspall, modalitat de joc de la Pilota valenciana. Fou enderrocat el 24 de juny de 2007.

## Història
El trinquet fou construït el 1952 amb un milió de pessetes de pressupost. Promogut per Francisco Peris (el Zurdo de Pamis), gerent del trinquet vell, decideix construir un nou trinquet just enfront de l'antic, pràcticament en l'encreuament del carrer Ferrocarril d'Alcoi amb l'avinguda de Beniopa de Gandia. Fins a tres generacions de "Zurdos" regentaren el trinquet convertint-lo en trinquet de referència en el món del raspall i la pilota. La millora de les seues instal·lacions, amb la construcció d'una coberta, sistema de ventilació, llum elèctrica i major comoditat per al públic, el convertiren en una de les pistes més modernes del País Valencià. Emilio Peris, net del Zurdo de Pamis i darrer gerent del trinquet va decidir vendre el solar que ocupava el trinquet (en el centre de la capital pràcticament) per tal de construir un bloc de pisos en el seu lloc i traslladar als afores de Gandia el nou trinquet, en l'actualitat encara per construir.
Emilio Peris, que pren el relleu de son pare Domingo Peris el 1975, dirigeix l'època de transició on jugadors com Juliet d'Alginet, Rovellet, Ciscar de Piles o Malonda d'Oliva donaven pas a d'altres que s'iniciaven amb força com Paco Cabanes "El Genovés", Llopis de Miramar o Suret, així com altres figures de l'època al raspall. L'empenta del nou regent el porta a instal·lar la il·luminació artificial el 1979, jugant-se la primera partida nocturna, embrió del que més tard seria conegut com "Les Nits Màgiques del Zurdo" dels divendres a la nit. El 1982 es cobreix el trinquet per a evitar les inclemències del temps, el que deriva en un augment del nombre de partides anunciades, que arriba a les 670 en l'any 1995.
El període en què Emilio Peris dirigeix El Zurdo de Gandia significa un procés de modernització del joc marcant una línia a seguir en l'exigència als jugadors i el respecte als afeccionats. L'equilibri entre les partides de raspall i l'Escala i corda va decantant-se a poc a poc a favor de la primera, tot i això va allotjar importants partides "a l'alt", com les finals del Circuit Bancaixa del 2006 o l'Individual de 1987.
Amb el tancament del Trinquet El Zurdo el 2007, l'empresa decideix traslladar l'activitat al Trinquet de Bellreguard que poc temps abans havia realitzat una important reforma i comptava amb unes característiques molt semblants al Trinquet El Zurdo. En l'actualitat, és el fill d'Emilio Peris, Emi, que dirigeix l'empresa El Zurdo i forma part de l'accionariat de ValNet.